# Лизард (мыс)
Лизард (англ. Lizard Point - "точка (мыс) ящерицы") — мыс и полуостров в графстве Корнуолл, Англия. Самая южная точка острова Великобритания.
Мыс Лизард — самый приметный ориентир для судоводителей, входящих в Ла-Манш с запада. Высота над уровнем моря ок. 50 м. Имеется одноимённый маяк (характеристика Пр Бл (3) 29М, 70м) и спасательная станция.
Традиционно — исходная точка морского пути из Англии в Америку. Место многих кораблекрушений, в том числе крупных. Место ряда морских сражений, в том числе в 1637 и в 1707 годах.
На полуострове находится одноимённый город.